# Euljiro 1(il)-ga (métro de Séoul)
Euljiro 1(il)-ga (en coréen 을지로입구역) est une station de passage de la ligne 2 du métro de Séoul. Elle est située dans l'arrondissement de Jung-gu, plus précisément dans le nord du quartier commerçant de Myeong-dong, à Séoul en Corée du Sud. 
Ouverte en 1983, Elle est desservie par les rames omnibus de la section circulaire de la ligne 2.

## Situation sur le réseau

Plan du réseau (2023)

Établie en souterrain, la station Euljiro 1(il)-ga est une station de passage de la ligne 2 du métro de Séoul. Elle est située sur la section principale circulaire entre Euljiro 3(sam)-ga, en direction de Hôtel de Ville, rotation dans le sens des aiguilles d'une montre sur la section circulaire et Hôtel de Ville, rotation dans le sens inverse des aiguilles d'une montre sur la section circulaire.

## Histoire
La station Euljiro 1(il)-ga est mise en service le 16 septembre 1983 lors de l'ouverture à l'exploitation de la ligne circulaire dont elle est alors le point de départ et d'arrivée. Dès 1984, seules les premières et dernières rames prenaient leur service dans cette station.

## Services aux voyageurs

### Accès et accueil
Domiciliée au 42, Eulji-ro, elle est située en souterrain.

Des accès
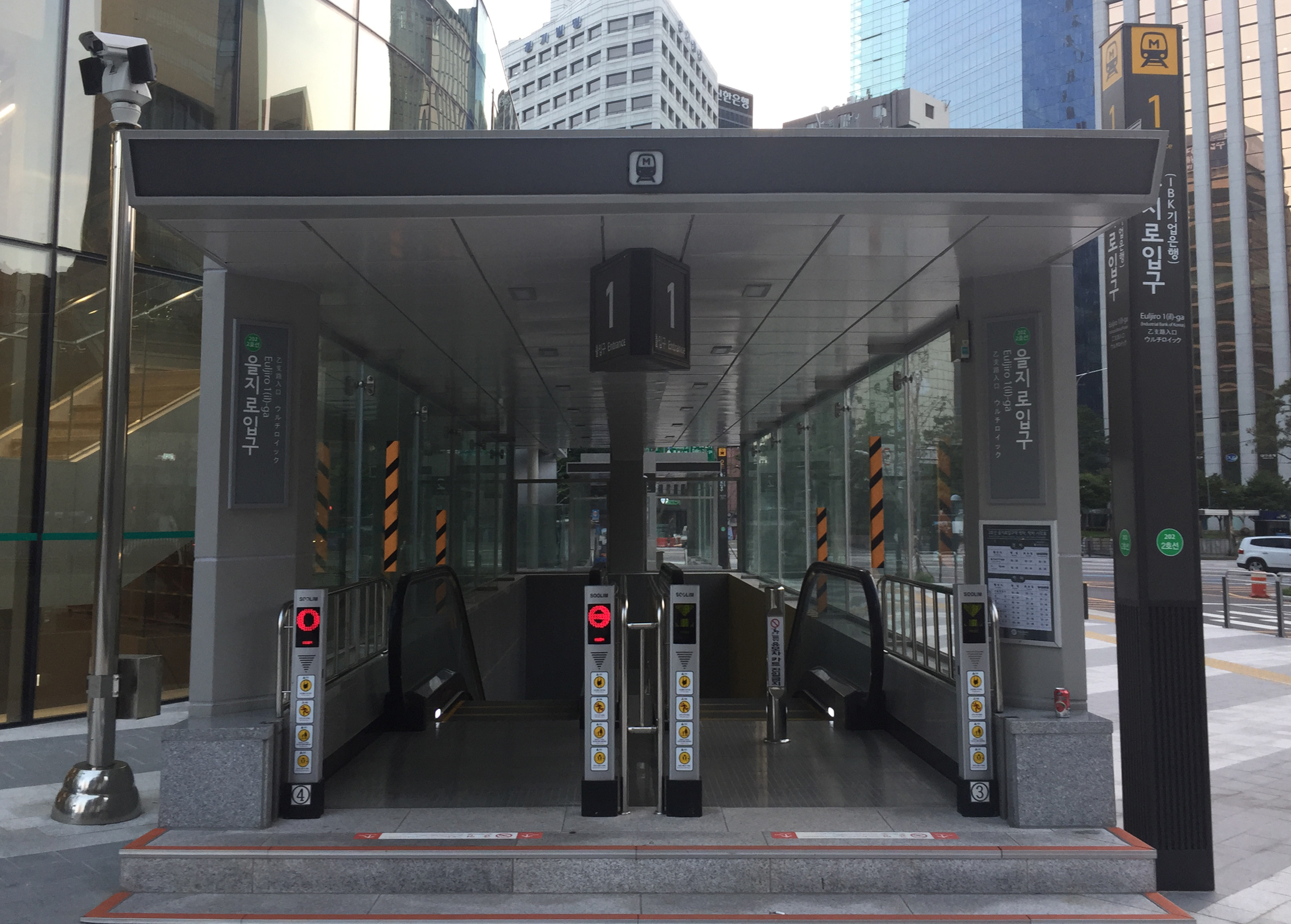
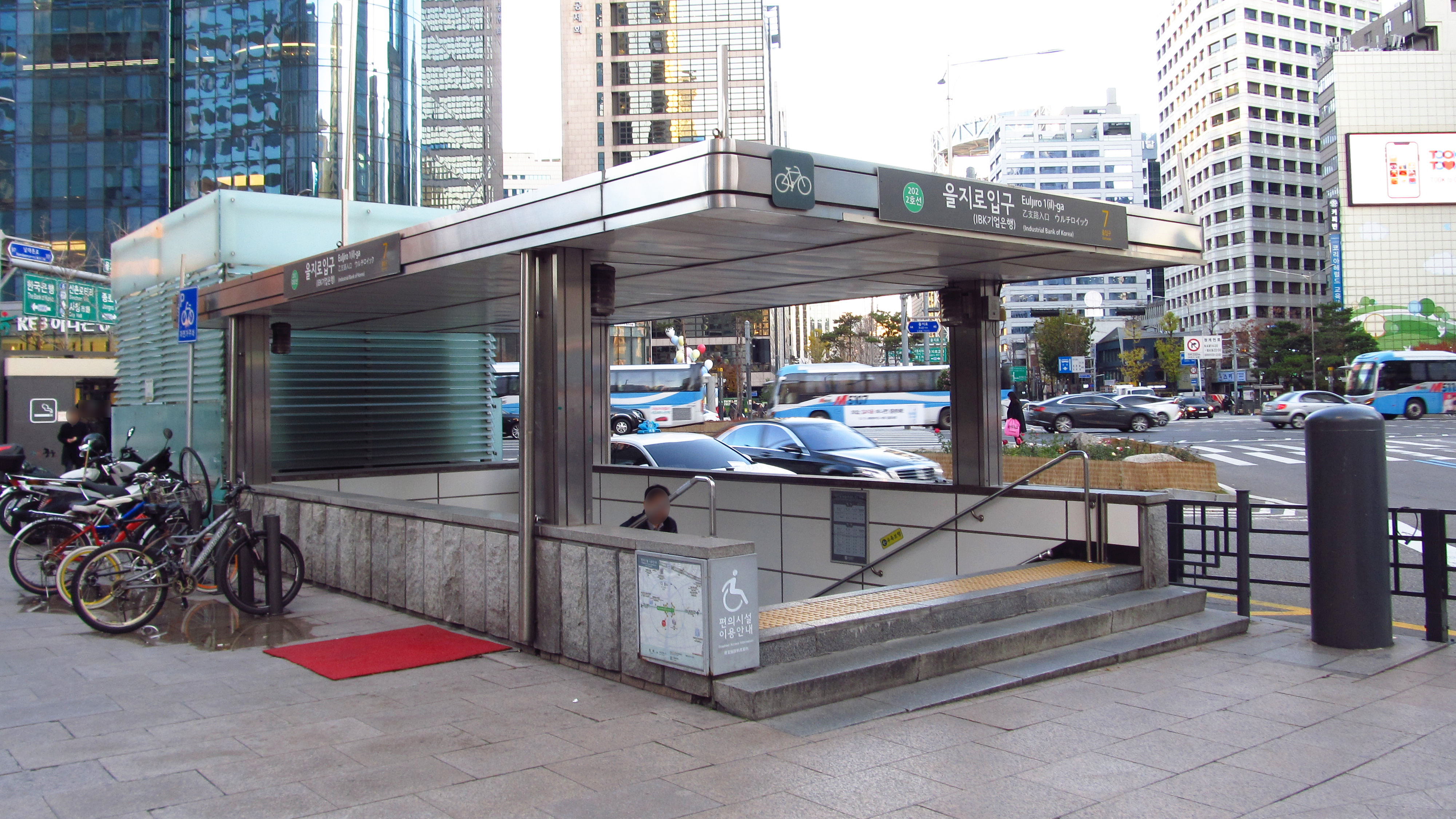
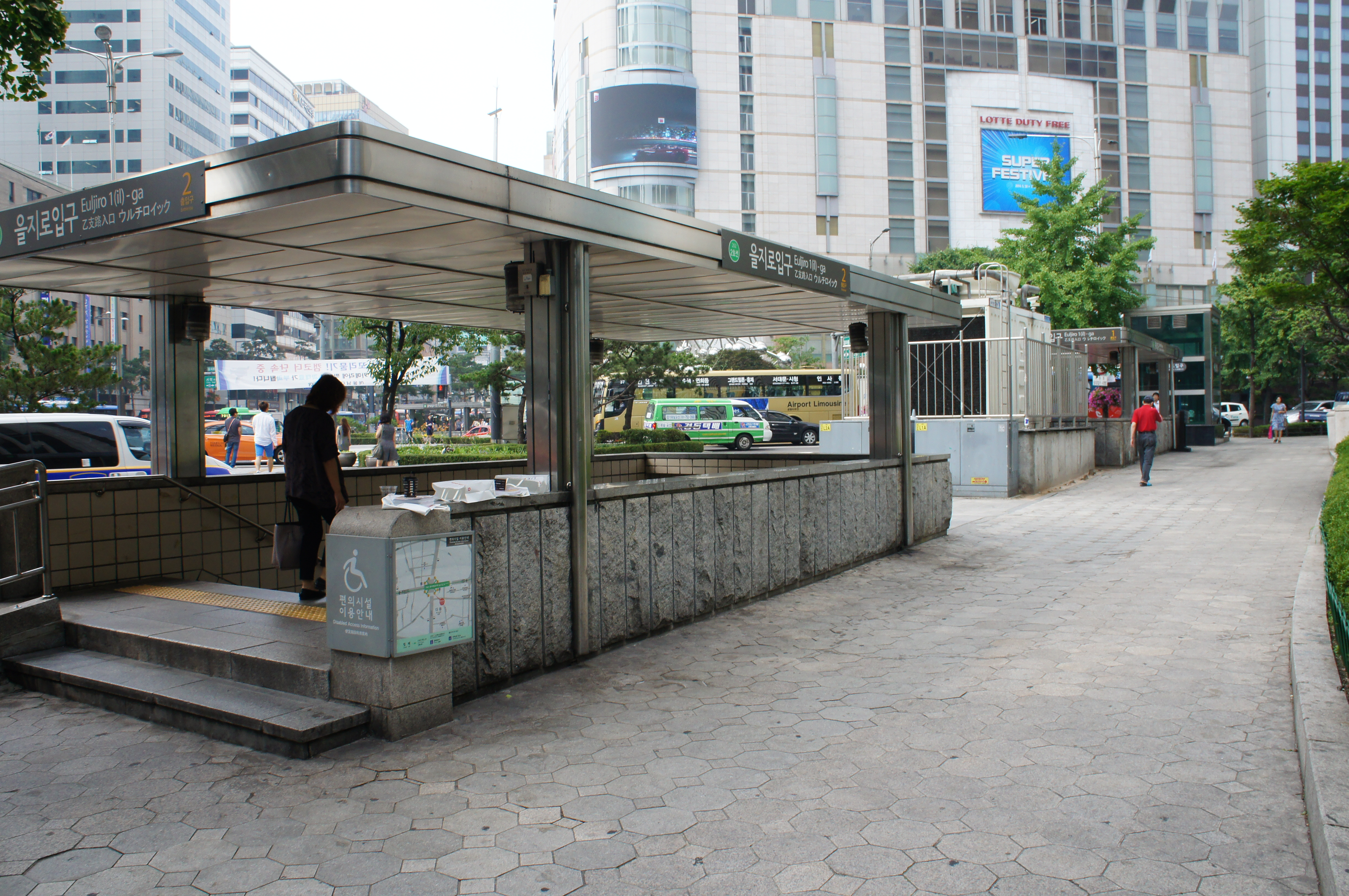

### Desserte
Euljiro 1(il)-ga est desservie par les rames omnibus qui circulent sur la section principale circulaire de la ligne 2.

Installations
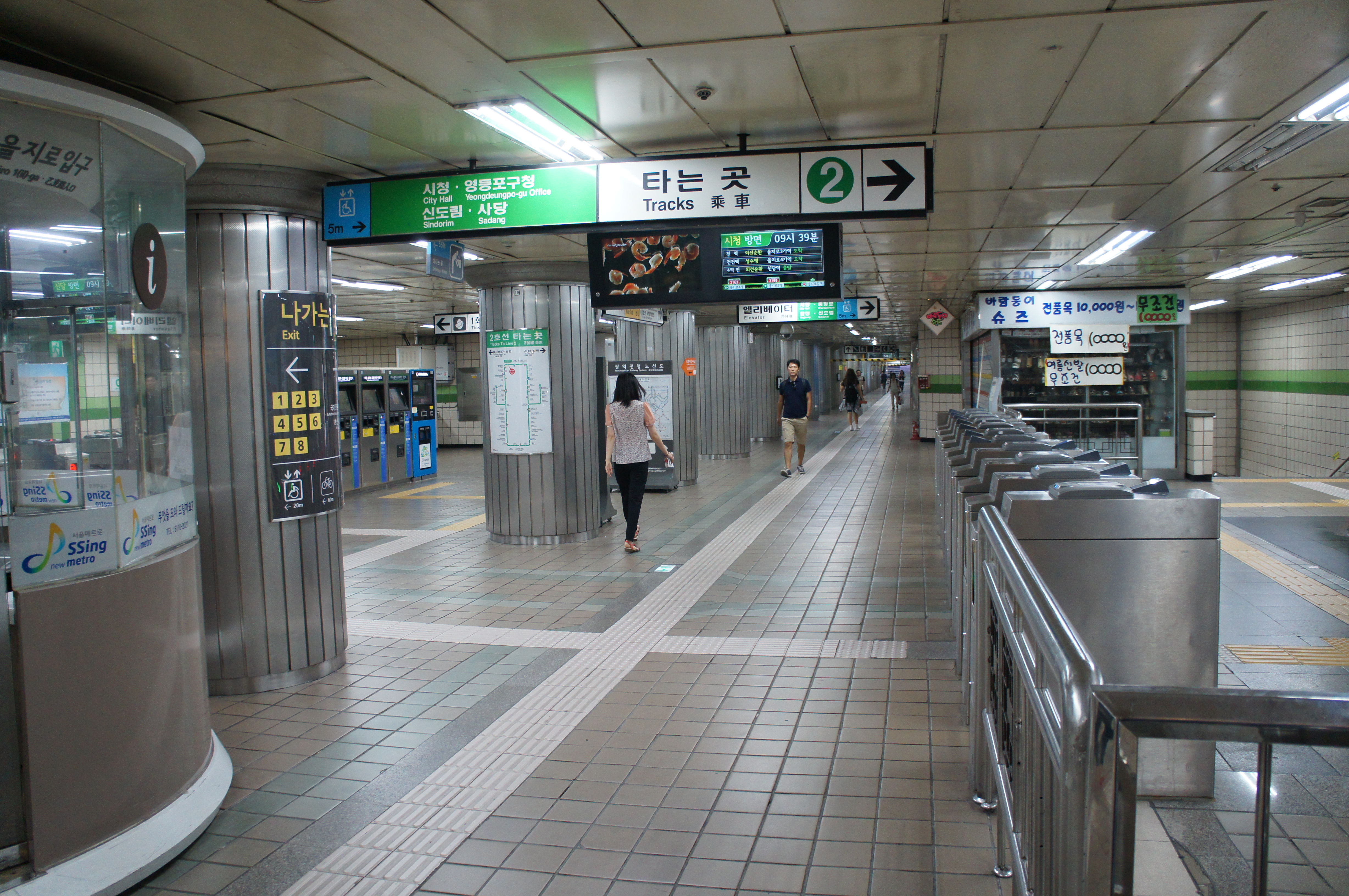
En 2014.
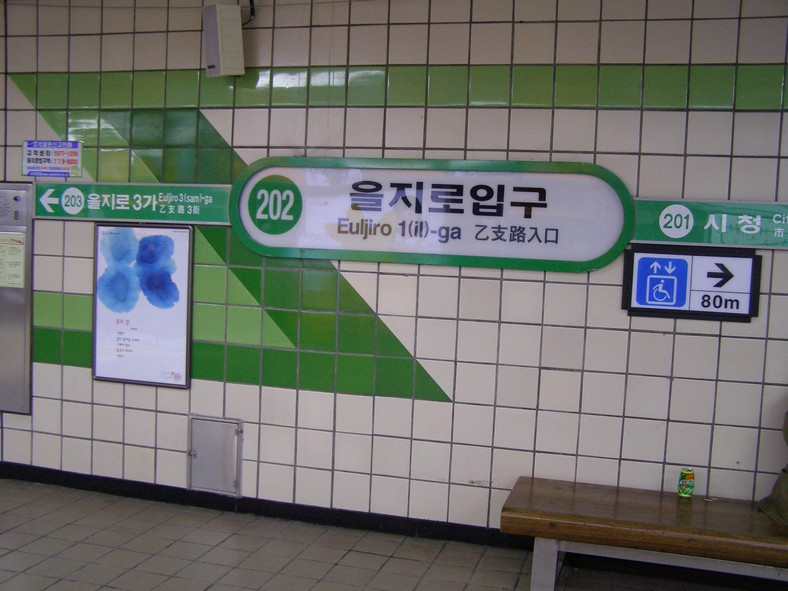
En 2007.
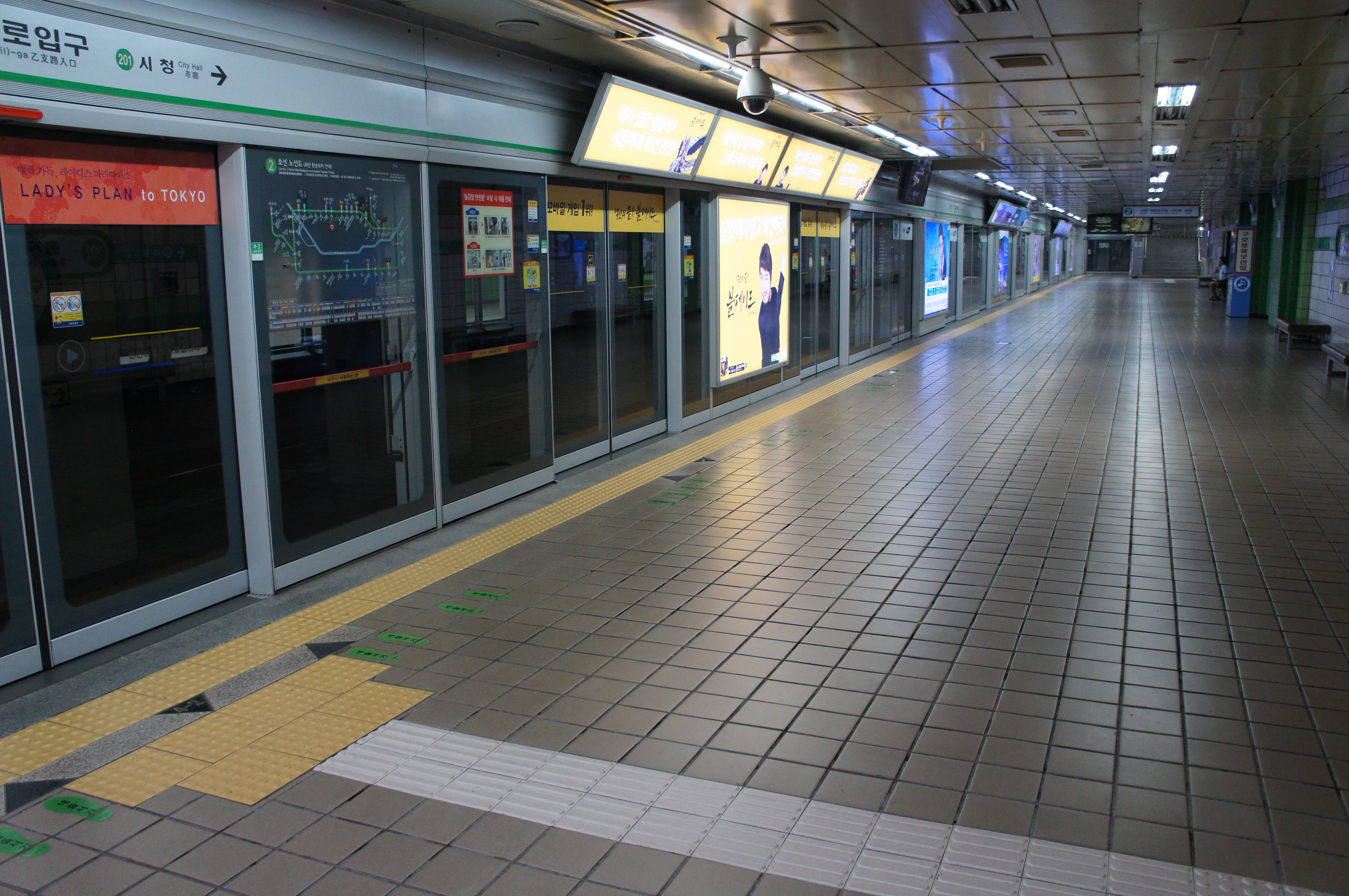
En 2014.

### Intermodalité
À proximité des stations de bus urbains sont installées sur l'Eulji-ro et la Namdaemun-ro.

## À proximité
À proximité se situe notamment : la place de Séoul, le pavillon Bosingak, le musée de l'argent et des finances de la banque de Corée et la Cathédrale de Myeongdong.